# Parc de l'Estació del Nord
Parc de l'Estació del Nord är en park i Spanien.   Den ligger i provinsen Província de Barcelona och regionen Katalonien, i den östra delen av landet, 500 km öster om huvudstaden Madrid. Parc de l'Estació del Nord ligger 19 meter över havet.
Terrängen runt Parc de l'Estació del Nord är varierad. Havet är nära Parc de l'Estació del Nord åt sydost. Närmaste större samhälle är Barcelona, 2,2 km väster om Parc de l'Estació del Nord. 